# Annie Crummer
Annie Crummer (1966) è una cantante neozelandese.

## Biografia
L'album di debutto di Annie Crummer, Language, è uscito nel 1992 ed ha raggiunto la 9ª posizione della classifica neozelandese. È stato promosso dai singoli See What Love Can Do e Language, entrambi piazzatosi in 3ª posizione nella classifica nazionale. È stato seguito da Seventh Wave, arrivato in 5ª posizione, e dal greatest hits Shine: The Best of Annie Crummer, che si è piazzato alla 23ª. Inoltre, Seventh Wave è entrato nella ARIA Albums Chart alla numero 28. Ha registrato dischi di successo come parte degli Enzso e delle When the Cat's Away. Nel 2017 è stata nominata membro dell'Ordine al merito della Nuova Zelanda per i suoi contributi musicali.

## Discografia

### Album in studio
- 1992 – Language
- 1996 – Seventh Wave

### Raccolte
- 2002 – Shine: The Best of Annie Crummer

### Singoli
- 1982 – Once or Twice
- 1992 – See What Love Can Do (feat. Herbs)
- 1992 – Language
- 1993 – See Forever
- 1993 – Seven Waters
- 1993 – Let It Shine
- 1996 – State of Grace
- 1996 – U Soul Me
- 1997 – I Come Alive
- 2002 – Love Not War
- 2010 – Had It Comin'
- 2010 – Let It Fly